# De stille kracht
De stille kracht is een roman van de Nederlandse schrijver Louis Couperus, verschenen in 1900. Het verhaal speelt zich af in Nederlands-Indië, dat destijds tot de Nederlandse koloniën behoorde. Het behoort tot Couperus' bekendste werken, samen met Noodlot en zijn debuutroman Eline Vere.

## Het verhaal
De 48-jarige Otto van Oudijck is een Nederlandse resident in de verzonnen plaats Laboewangi aan zee bij Surabaya op Java rond 1900. Van Oudijck is na zijn scheiding hertrouwd. Als Nederlands bestuurder staat hij boven de lokale adel, vooral de regent (Raden Adipati) Soerio Soenario uit de plaatselijke vorstelijke familie die haar oude machtspositie behouden heeft. 
Van Oudijcks werk is alles voor hem. De resident beseft zodoende niet dat zijn huidige echtgenote Léonie, een blanke vrouw die een stuk jonger is dan hijzelf, hem achter zijn rug om bedriegt met Theo, zijn inmiddels 23-jarige zoon uit zijn eerste huwelijk met een Indische "nonna" van gemengd bloed. Van Oudijck krijgt anonieme brieven waarin hij wordt gewezen op het gedrag van Léonie, maar deze brieven neemt hij niet serieus. 
Van Oudijcks dochter Doddy heeft stiekem een vriendje, Addy De Luce, een aantrekkelijke Indische jongen van de lokale suikerplantage met wie ze vaak 's avonds gaat wandelen. Doddy noch haar vader weten echter dat Léonie gaandeweg ook nog een relatie aanknoopt met Addy, die een geliefde versierder is. Van Oudijck zelf heeft daarnaast mogelijk uit een eerdere kortstondige affaire met een huishoudster nog een buitenechtelijke zoon, die hij zich niet kan herinneren. Deze zoon heeft hij nooit erkend of willen zien. De jongen wordt in het dorp Si-Oudijck genoemd. Otto's erkende zoon Theo en Si-Oudijck ontmoeten elkaar een keer in het geheim. Ze ontdekken dat ze beiden een hevige afkeer hebben van hun biologische vader.
Van Oudijck raakt intussen steeds meer in conflict met het lokale bestuur. Hij ontslaat de regent van Ngadjiwa, de broer van de regent van Laboewangi, wegens het vergokken van de salarissen voor zijn dorpshoofden en openbare dronkenschap. De moeder van de ontslagen regent smeekt Van Oudijck tevergeefs om clementie. Bovendien negeert Van Oudijck de adat, de lokale gebruiken. Een pasar malam wordt op de verkeerde datum gehouden en voor een nieuwe put wordt verzuimd een offermaal te geven. Waarschuwingen uit de "geestenwereld" worden door Van Oudijck als bijgeloof afgedaan.
Een mysterieuze "stille kracht" doet zich op een gegeven ogenblik gelden. Wanneer Léonie op een dag in bad gaat, wordt ze van boven op mysterieuze wijze "bespookspuwd" met veel rode sirih, die aan bloed doet denken. Ze raakt in paniek en haar inheemse dienstmeid Oerip moet haar kalmeren. Hier blijft het niet bij: een spiegel wordt door een grote steen vernield, Van Oudijcks bed wordt bevuild, glazen breken spontaan in kleine stukjes, de whisky is "okergeel" bedorven en er klinkt hamergeluid. Van Oudijck probeert tevergeefs een verklaring voor dit alles te vinden. Inmiddels horen andere Nederlanders kindergehuil.
Heel Laboewangi spreekt over de vreemde gebeurtenissen. Van Oudijck, wiens reputatie op het spel staat, zet nu soldaten in om het huis uit te kammen en laat de badkamer afbreken. Het hele huis wordt schoongemaakt en na een gesprek met de regent houden ook de mysterieuze verschijnselen op. Het blijft onduidelijk of een van Van Oudijcks persoonlijke vijanden erachter zat, dan wel iemand of iets anders. Van Oudijck heeft niettemin het gevoel de zaken weer in de hand te hebben en hij voelt zich nu weer oppermachtig.
De intriges gaan echter verder en verzieken Van Oudijcks familieleven. Hij begint aan depressies te lijden wanneer hij er uiteindelijk achter komt dat de geruchten over de relatie tussen zijn eigen zoon Theo en Léonie kloppen. De brieven houden op nadat Van Oudijck geld gaat geven aan Si-Oudijck, zijn niet-erkende zoon. Uiteindelijk wordt Van Oudijck ziek. Hij begint te geloven dat er daadwerkelijk een "stille kracht" bestaat die heel wat sterker is dan hij. Hij vertrouwt nu niemand meer in zijn omgeving. 
Léonie vertrekt uiteindelijk naar Europa met de twee jongste kinderen, nadat Theo en Léonie hun relatie hebben verbroken. Doddy trouwt met Addy. Van Oudijck neemt ontslag, hoeveel zijn werk ook ooit voor hem betekend heeft. Hij gaat een teruggetrokken leven leiden met een Indonesische vrouw. In een laatste gesprek met de vrouw van de controleur van Laboewangi Eva Eldersma erkent Van Oudijck de stille kracht, die hem uiteindelijk heeft verslagen.
De roman eindigt met een beschrijving van de uit Mekka terugkerende hadji die triomfantelijk worden ingehaald door de lokale bevolking. De verteller beschrijft hoe het volksleven van de Javanen in het geheel niet door de westerlingen wordt geraakt. Zij en hun geheimzinnige land verzetten zich tegen de ingrepen van de Nederlanders en alles is vervuld van een stille kracht, die zich aan de europeanisering onttrekt.

## Achtergronden

Het residentiehuis te Pasoeroean (Oost-Java), waar Couperus een deel van De stille kracht schreef. Dit huis stond tevens model voor de woning van Otto van Oudijck.

Begin maart 1899 vertrok Couperus samen met zijn echtgenote Elisabeth Couperus-Baud  naar Nederlands-Indië, waar hij een jaar zou blijven. Op 8 oktober begon hij aan De stille kracht en met Kerstmis van dat jaar was driekwart hiervan voltooid. De roman verscheen eerst in het najaar van 1900 in twee achtereenvolgende afleveringen van De Gids. De boekuitgave bij L.J. Veen volgde een maand later, in november 1900.
Het gegeven is losjes gebaseerd op een schandaal dat zich daadwerkelijk in een huishouden had voorgedaan. De spookachtige en mysterieuze voorvallen, met name de uit het niets opduikende stenen, werden mede geïnspireerd door een verhaal dat Couperus hoorde over een Europese residentie waar een onophoudelijke en onverklaarbare stenenregen op het dak bleef vallen. In januari 1917 schreef Couperus in de Haagse Post een feuilleton getiteld De badkamer, waarin hij een wonderlijke gebeurtenis beschrijft die hij in 1899 tijdens een bezoek aan een suikerfabriek in Indië had meegemaakt. Tijdens een bezoek aan de badkamer zou hij daar een witte gedaante hebben gezien, die even later op onverklaarbare wijze uit de ruimte was verdwenen terwijl de deur duidelijk was vergrendeld. Deze witte figuur komt in de roman terug als de hadji. Het bezoek aan Indië inspireerde Couperus tot het schrijven van De stille kracht.

## Sfeer, thema's en diepere betekenis
Het verhaal heeft deels een mystieke sfeer, naast de verschillende maatschappelijke en psychologische thema's die centraal staan. Aan bod komt met name de tegenstelling tussen Oost en West in Nederlands-Indië en het onvermogen van de hoofdpersonages om de werkelijkheid onder ogen te zien; hun eigen verbeelding staat hen in de weg en ze zoeken naar vluchtwegen in hun eigen wereld. De Nederlanders op Java zijn weliswaar militair superieur, maar komen in contact met de mysterieuze Javaanse cultuur en zaken waar ze niets van begrijpen. De "stille kracht" die de Nederlanders tegenwerkt staat symbool voor de mysterieuze Javaanse cultuur en het onafwendbare Javaanse verzet tegen de Nederlandse overheersing. Minder dan 50 jaar na het verschijnen van De stille kracht zou dit verzet daadwerkelijk leiden tot de onafhankelijkheid van Indonesië.
De tijdgeest wordt in de roman onder meer weergegeven door een inzameling voor de Boeren tijdens de Tweede Boerenoorlog. Het blanke personeel van Van Oudijck (de secretaris van Helderen, de controleur Eldersma, de dokter en de hoofdingenieur en hun echtgenotes) voert een spiritistisch ritueel uit als gezelschapsspel, de tafeldans.

## Ontvangst
De roman veroorzaakte in eerste instantie zowel in Nederland als in Nederlands-Indië grote opschudding. Vooral het personage Léonie van Oudijck werd door velen scherp bekritiseerd. Couperus' nog redelijk verhulde beschrijving van de naakte Léonie die zich uitkleedt en in bad gaat, werd omstreeks 1900 door veel lezers als pornografie opgevat. Soortgelijke kritiek was er kort daarvoor ook gekomen op Langs lijnen van geleidelijkheid. Een eeuw later zou men van dit soort beschrijvingen niet meer opkijken.
Couperus omschreef zelf in een brief uit 1919 het thema van de roman als "de geheimzinnige vijandschap van Javaanschen grond en sfeer en ziel, tegen den Nederlandschen veroveraar".

## Bewerkingen

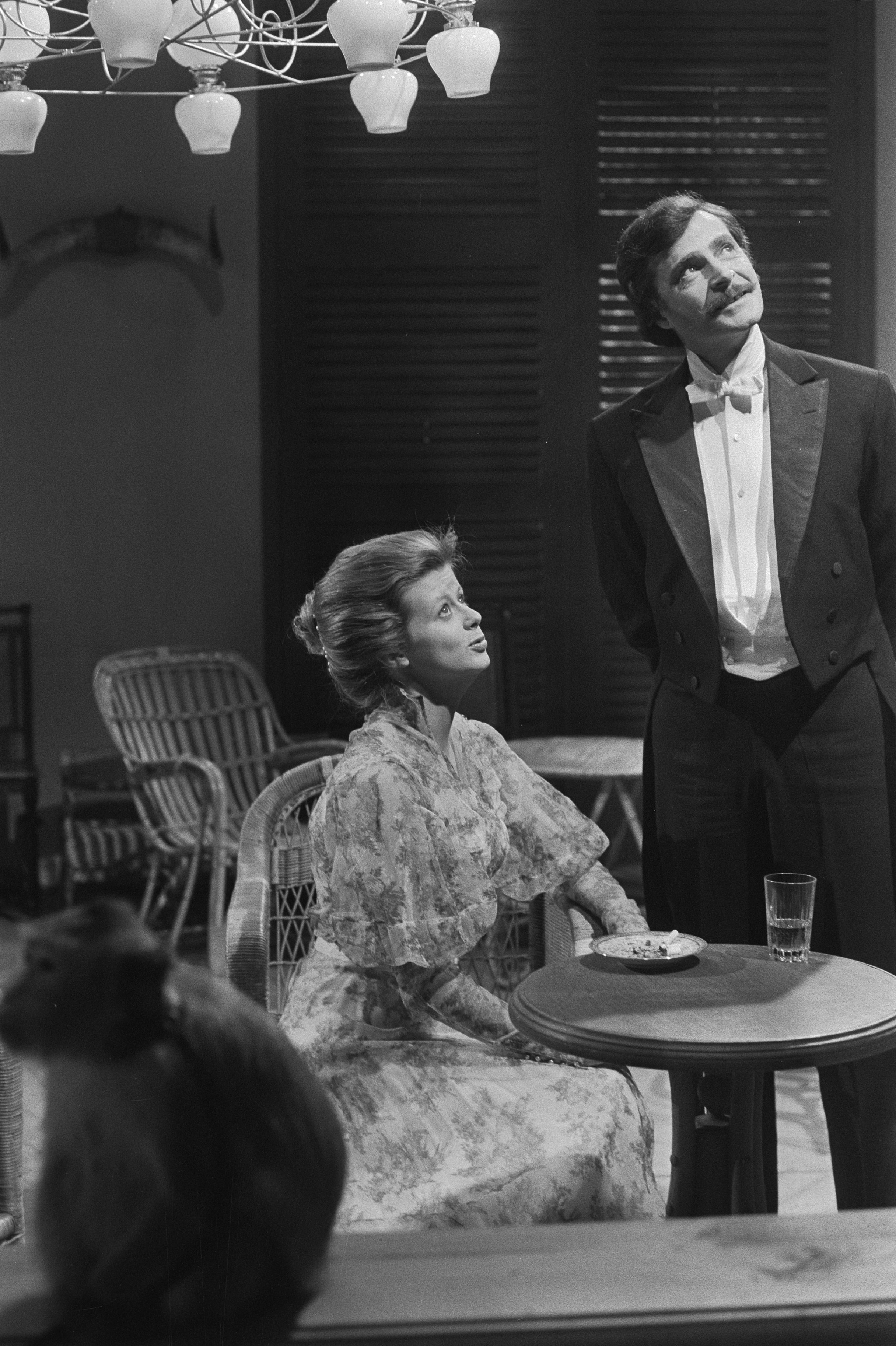
Scène uit de tv-serie

Het boek werd in 1974 verfilmd in de gelijknamige televisieserie. Regisseur Paul Verhoeven wilde De stille kracht eveneens verfilmen. Dit kondigde hij aan in het VPRO-programma Zomergasten 2010. Gerard Soeteman schreef het scenario. De opnames zouden in 2011 moeten plaatsvinden, maar werden uitgesteld.
In 2014 is er een luisterboek van De stille kracht verschenen, ingesproken door de actrice Sylvia Poorta. Speciaal voor het luisterboek is een hertaling gemaakt. De makers zijn met de hertaling en opnamen bijna twee jaar bezig geweest.
In september 2015 ontwikkelden Ivo van Hove en Peter Van Kraaij van Toneelgroep Amsterdam een theatervoorstelling, die haar première beleefde tijdens het Ruhrtriënnale.

## Varia
- Van Oudijck heeft nog twee veel jongere zoons van zijn eerste vrouw, René en Ricus. Zij spelen echter geen rol in het verhaal.
- De Nederlandse band Within Temptation zou het album The Silent Force naar dit boek genoemd hebben. Rechtstreekse verwijzingen naar Couperus' roman of de thematiek ervan ontbreken nochtans.